# Танкокљуна мала шева
Танкокљуна мала шева (лат. Alaudala rufescens) је мала птица певачица која се налази у и око Медитеранског басена. То је уобичајена птица са веома широким распоном од Канарских острва северно до Иберијског полуострва и источно широм Северне Африке до делова Блиског истока. Међународна унија за заштиту природе оценила је њен статус заштите као најмање угрожени таксон. 
Раније се сматрало да ареал танкокљуне мале шеве обухвата делове Централне Азије, а комбиновањем медитеранских и централноазијских клада врста је називана мањом краткопрстом шевом. Међутим, студија из 2020. године поделила је ове две популације на различите врсте, при чему је танкокљуна мала шева (Alaudala rufescens) медитеранска, а туркестанска мала шева (Alaudala heinei) централноазијска клада. Збуњујуће је да се хјумова шева (Calandrella acutirostris) понекад назива и мања краткопрста шева. 

## Таксономија
Танкокљуна мала шева је првобитно описана као припадница рода Alauda. Име рода Alaudala је деминутив од Alauda, а специфични епитет rufescens је латински за „црвенкаст“, од rufus „црвен“. Алтернативна имена за мању краткопрсту шеву укључују обичну краткопрсту шеву, сиву шеву, риђу краткопрсту шеву и краткопрсту шеву. Раније или сада, неки ауторитети су сматрали атијску малу шеву (Alaudala athensis) , азијску малу шеву (Alaudala cheleensis) исомалијску малу шеву (Alaudala somalica) подврстама мање краткопрсте шеве.
Молекуларна филогенетска студија објављена 2020. године упоредила је нуклеарну и митохондријалну ДНК пешчаних, азијских и танкокљуних малих шева. Студија је анализирала узорке од 130 јединки које су представљале 16 од 18 признатих подврста. Добијено филогенетско стабло је показало да ни азијска мала шева, нити танкокљуна мала шева, како су тренутно дефинисане, нису монофилетске . Такође је утврђено да већина подврста није монофилетска. Аутори су се уздржали од предлагања ревидиране таксономије док се не заврше додатне студије које упоређују вокализације, сексуално понашање и екологију.
Још једна студија из 2020. године открила је да медитеранске и централно - западноазијске популације Alaudala rufescens представљају две различите врсте, танкокљуну малу шеву (Alaudala rufescens) и туркестанску малу шеву (Alaudala heinei). Неки ауторитети, попут Међународног орнитолошког конгреса, подигли су Alaudala heinei на статус врсте, а уместо тога су јој додељене још 4 подврсте које су првобитно припадале rufescens .

### Подврсте
Препознато је три подврста:
- Alaudala rufescens rufescens - ( Vieillot, 1819) - Тенерифе (западно-централна и источна Канарска острва)
- Alaudala rufescens apetzii - ( Brehm, AE, 1857) - источно и јужно Иберијско полуострво
- Alaudala rufescens minor - ( Cabanis, 1851) - Мароко до северозападног Египта и јужне Турске до Синајског полуострва и источног Ирака

3 друге подврсте (Alaudala heinei heinei, Alaudala heinei aharonii, Alaudala heinei persica) су пребачене у Alaudala heinei када је та врста раздвојена.

## Опис
Танкокљуна мала шева је сличне величине и изгледа као мала шева, али је генерално птица тупијег изгледа са пругастијим грудима. Нарасте до дужине од 13-14 цм и полови су слични. Као и код мале шеве, боја варира у широком распону и није добра карактеристична за распознавање. Одозго је тамно пругасто-смеђе боје, а одоздо бело. Има суперцилијум и кратак, здепаст кљун.
Мора се водити рачуна да се ова врста разликује од шева из породице Calandrella. Овој врсти недостају тамне мрље на врату коју већа јединка и има фине пруге преко груди. Облик кљуна и главе се такође разликује, ова врста има краћи, мање коничан кљун и заобљенију, мању главу. Песма је богатија, разноврснија и имитативнија од песме свог сродника.

## Распрострањеност и станиште
Танкокљуна мала шева се гнезди у Шпанији, северној Африци, укључујући и Турску, источно преко полупустиња централне Азије до Монголије и Кине. Многе популације, укључујући шпанске и афричке птице које се гнезде, су немигрирајуће, али неке азијске птице са севера подручја гнежђења мигрирају на југ зими. Ова врста је веома ретка луталица северне и западне Европе.

## Понашање и екологија
Ово је птица сувих отворених предела, која преферира још сувља и огољенија тла него мала шева. Гнезди се на земљи, полажући два или три јаја. Храни се семењем, а и инсектима, којима се посебно храни током сезоне гнежђења.